# Pascal Tayot
Pascal Tayot, född den 15 mars 1965 i Gennevilliers, Frankrike, är en fransk judoutövare.
Han tog OS-silver i herrarnas mellanvikt i samband med de olympiska judotävlingarna 1992 i Barcelona.